# Sedlec-Prčice
Sedlec-Prčice là một thị trấn thuộc huyện Příbram, vùng Středočeský, Cộng hòa Séc.